# O tvN의 텔레비전 프로그램 목록
다음은 O tvN 텔레비전 프로그램의 관련 작품을 통해 발표된 순서로 나열 및 정리한 것이다.
- 표기 방식
  - 장르 프로그램 제목 (방송 기간)

- 장르 구분

| S  | 보도 · 시사        |
| I  | 교양               |
| DO | 다큐멘터리         |
| V  | 연예 · 오락 · 예능 |
| M  | 음악               |
| Q  | 퀴즈               |
| DR | 국내 드라마        |
| F  | 외화 드라마        |
| AN | 만화 · 애니메이션  |

## ㄱ
- V 금지된 사랑 HD (2016년 2월 20일 ~ 2016년 4월 25일)

## ㅂ
- V 비밀 독서단 HD  (2015년 9월 15일 ~ 2016년 1월 26일)
- V 비밀 독서단 시즌 2 HD  (2016년 3월 29일 ~ 2016년 7월 26일)
- V 비밀 독서단 시즌 3 HD  (2016년 9월 6일 ~ 2016년 10월 11일)

## ㅅ
- V 쓸모있는 남자들 HD (2015년 11월 8일 ~ 2015년 12월 27일)

## ㅇ
- V 어쩌다 어른 HD (2015년 9월 10일 ~ 2018년 12월 19일)
- V 업계의 비밀 HD (2015년 10월 28일 ~ 2015년 11월 18일)
- V 예림이네 만물트럭 HD (2016년 2월 17일 ~ 2016년 6월 22일)
- V 오! 탐나는 인생 HD (2015년 11월 16일 ~ 2015년 11월 30일)
- V 은밀한 브런치 HD (2017년 5월 19일 ~ 2017년 7월 7일)
- V 이집 사람들 HD (2017년 5월 31일 ~ 2017년 7월 19일)
- V 이불쓰꼬 정주행 HD (2019년 7월 16일 ~ 2019년 9월 3일)

## ㅈ
- V 제다이: 제대로 다루는 이슈 HD (2015년 10월 12일 ~ 2015년 12월 30일)
- V 주말에 숲으로 HD (2017년 4월 5일 ~ 2017년 5월 17일)

## ㅍ
- V 프리한 19 HD  (2016년 5월 9일 ~ )

## 숫자 또는 영문
- I OtvN 개국 1주년 특집 ＜인생이 바뀌는 하루 수업 - 원데이＞ (2016년 9월 24일)

## 같이 보기
- 동양방송의 텔레비전 프로그램 목록
- 한국방송공사의 텔레비전 프로그램 목록
- 한국교육방송공사의 텔레비전 프로그램 목록
- 문화방송의 텔레비전 프로그램 목록
- SBS의 텔레비전 프로그램 목록
- KNN의 텔레비전 프로그램 목록
- OBS경인TV의 텔레비전 프로그램 목록
- JTBC의 텔레비전 프로그램 목록
- 매일방송의 텔레비전 프로그램 목록
- TV조선의 텔레비전 프로그램 목록
- 채널A의 텔레비전 프로그램 목록
- tvN의 텔레비전 프로그램 목록
- JTBC2의 텔레비전 프로그램 목록